# Nadleśnictwo Taczanów
Nadleśnictwo Taczanów – jednostka organizacyjna Lasów Państwowych podległa Regionalnej Dyrekcji Lasów Państwowych w Poznaniu.
Nadleśnictwo w całości położone jest w zasięgu województwa wielkopolskiego na terenie 4 powiatów: jarocińskiego, ostrowskiego, ostrzeszowskiego i pleszewskiego.